# 横山久太郎
横山 久太郎（よこやま きゅうたろう）は、明治期に日本近代製鉄の礎を築いた釜石鉱山田中製鉄所（新日鉄釜石）の初代所長。その熱意をもって主人・田中長兵衛を動かし、製鉄所の立ち上げに尽力。所長に任じられると32年の長きにわたってその職を全うした。

## 生涯
1856年（安政3年）遠江国山名郡久努村大字村松（現在の静岡県袋井市村松）の横山源七郎とゆみの間に五男として生まれる。家は代々農家の傍ら畳の仲買も行っていたが、7歳で父を亡くすと本家に財を奪われて家業を継げず、母の実家である榛原郡御前崎村の松林久左衛門のもとに身を寄せた。
9歳の時に豊田郡野邊村にある一雲斎の住職・富山和尚の学僕となる。ここで読書や習字などを学んでいたが、12歳の頃に実業で身を立てることを決意。母と和尚の許しをもらい、13歳の年の10月より同郡中泉村の老舗鐵物商・山田孫次郎商店で丁稚奉公を始めた。久太郎は地方及び京浜から店を訪れる実業家よりその事業の話を聴くのを唯一の楽しみとして長く勤めたが、主人が家業を疎かにした為次第に店は傾いていった。奉公を始めて8年も経つ頃には店の借金は二千五百円に達し、仕入れも満足にできず、もはや身動きできない状況になっていた。久太郎は主家の困難に際し何度も進言したが聞き入れられることは無かった。ついに暇を願い出た久太郎はその後知人の伝手で房州野島崎の灯台守となるが、やはり商人になりたいとの思いから東京の田中商店で働いていた義兄を頼って上京。明治8年（1875年）より同郷でもある田中長兵衛の店で義兄と共に働き始めた。久太郎の勤勉さは長兵衛に認められ、わずか3年後の明治11年（1878年）には横須賀支店の支配人に抜擢。さらには長兵衛の次女・茂登子（モト）を嫁にもらうなど大きな信頼を得た。久太郎はこの横須賀支店時代に造船材料の輸入などに携わっており、日本国内での製鉄の重要性を大いに感じている。
明治16年（1883年）岩手県釜石で外国製高炉に外国人技術者、そして莫大な公費を注ぎ込んだ日本初の官営製鉄所が失敗に終わる。政府は設備等を安価で払い下げることとし、渋沢栄一は汽船、藤田伝三郎は鉄道レールやその付属品と次々に手を上げる者が現れた。しかし、日本有数の大資本家である彼らですら製鉄所そのものの払い下げには手を上げなかった中で、当時まだ小資本家でしかなかった田中長兵衛があえて乗り出した背景には長男の安太郎、そして横山久太郎の製鉄事業に対する熱意と粘り強い嘆願があった。久太郎は主人・長兵衛より総責任者に任命され釜石へと向かった。
釜石に腰を据えた久太郎は、官営時の技術者である高橋亦助を高炉操業主任、村井源兵衛を機械設備主任として雇い、2基の小型高炉を作製すると、明治18年（1885年）1月より挑戦を開始。その苦闘は2年近くにわたり、度重なる失敗と資金難に悩まされながらも最後まで諦めなかった高橋亦助の功績もあり、明治19年（1886年）10月16日、49回目の挑戦でついに銑鉄の連続生産に成功した。釜石鉱山田中製鉄所（現新日鐵住金釜石製鐵所）の設立後はその初代所長の任を受け、日本の近代製鉄の基礎を築く。
明治29年（1896年）6月15日、いわゆる明治三陸地震による大津波が三陸海岸一帯を襲った。場所によっては海抜45m地点まで到達したとも言われる津波の前に多くの家屋が流失または倒壊。釜石は沿岸で最も被害の大きかった地域で、人口6,528人中4,041人が亡くなった。田中製鉄所でも160名以上が亡くなるなど甚大な被害が出たが、所長・久太郎の指示により精錬場を救護所として開放。かがり火を焚いて漂流者の目印とし、炊き出しが行われた。
明治34年（1901年）に田中長兵衛が亡くなり、その息子・安太郎が長兵衛の名と社長職を継いだ後も、釜石での製鉄事業を預かり二代目を盛り立てた。久太郎は製鉄に力を注ぐ傍らで様々な事業にも関わっており、明治35年（1902年）には楢崎平太郎の楢崎回漕店立ち上げを支援し、室蘭―釜石間の石炭輸送等を一手に任せた。明治41年（1908年）には当時東京湾汽船に独占されていた三陸沿岸地方の海運において地元資本の三陸汽船立ち上げに伴い、人々に乞われてその代表に就いている。また明治44年（1911年）には岩手軽便鉄道の設立に関わり筆頭株主を引き受け、大正元年（1912年）には釜石電燈株式会社の設立に伴い取締役に就任した。
大正6年（1917年）4月、これまで田中長兵衛の個人商店であった組織が株式会社となり、久太郎は田中鉱山株式会社の専務取締役に就任。大正7年（1918年）2月には婿養子となる渋沢虎雄と共に渋沢栄一邸へ結婚の挨拶に行く。同年岩手県多額納税者として貴族院議員に互選された久太郎だが、その生活は極めて質素なものだった。この年は世界中でスペイン風邪が猛威を振るい、栗林の分工場でも患者続出で一週間の閉鎖。11月には製鉄所立ち上げ前の厳しい時期から30年以上にわたり横山を補佐、栗橋分工場長を務めていた高橋亦助もこれに感染、急逝した。製鉄一筋、長年共に打ち込んできた久太郎はこの死を聞いてひどく取り乱したという。同年12月に療養のため東京へ移り、翌年大正8年（1919年）4月には製鉄所所長を辞任。技師長だった中大路氏道が第二代所長を務めた。
実直で現場を重んじ、体調を崩した後は「釜石の土になる」が口癖だったが、大正11年（1922年）3月3日、療養していた荏原郡南品川浅間台の別邸にて65歳でこの世を去る。二代目・田中長兵衛と田中鉱山株式会社は社葬をもってその長年の功績に報いた。戒名は高徳院殿壽昌永久大居士。
久太郎は品川鮫津の海晏寺に埋葬された。大観音で知られ高橋亦助の墓もある釜石の石応禅寺にも遺髪と歯が収められ墓碑が建てられている。妻・茂登子と嫡男の長次郎は久太郎と製鉄所で殉職した人々の霊を供養するため同寺に大梵鐘を寄進したが、第二次大戦中の1942年に供出され現存していない。生前の1919年（大正8年）には初代長兵衛と横山久太郎の事績を称えて釜石鈴子の公園内に立像が建てられた。こちらも第二次大戦時に供出されたが、戦後富士製鉄によって再建。令和現在も釜石製鉄所の敷地内に2人の胸像が並び立っている。

## 逸話
- 1894年（明治27年）に農商務大臣を務めていた榎本武揚が釜石製鉄所へ視察に来た。あの榎本が釜石にということで地元は大いに沸き、当時30代だった久太郎は榎本と酒の飲み比べをする事となった。酔いが回ると目の前の小川に飛び込んで目を覚まし、徹夜で飲み続けたという[注 15]。

- 1909年（明治42年）頃、内務省が勤労と貯蓄の奨励運動のため、当時有名だった金森通倫を釜石に派遣した時のこと。鈴子駅で町長らに出迎えられた金森は、近くにいた油浸みた詰襟服で古靴を履いた猫背の好々爺に「製鉄所の所長さんは来られてませんか？」と尋ねたところ「その方が横山所長さんです」と町長が慌てて紹介し、金森も恐縮したという話が残っている[31]。

- 久太郎の質素さは釜石で誰一人知らぬ者がないほど有名であったが、東京出張用の背広だけは銀座の山崎洋服店[32][33]で仕立てた一級品だった。ある時、6人の子持ちで古着も買えない職員が自身の窮状を話したところ、中古ではあるが一級品のその背広を与えられ「恩寵の上衣」だと周囲に自慢したという。

## 家族・親族
- 妻のモト（1863年生）は主人・田中長兵衛の二女[34]。モトの姉・うたの夫は東洋貯蓄銀行を設立し東京市会議員も務めた千澤専助。モトの妹・きちの夫は日本橋本石町で鼈甲商を営む武蔵屋・金子傳八。
- 長男の長次郎（1880-1946年）は1902年に慶應義塾大学部理財科を卒業。ハーバード大学へ留学し冶金学などを学ぶと、帰国後は父が所長を務める田中製鉄所で事務長職に就いた。日露戦争後の不況の際にはアメリカへ出張して海外販路の開拓も行っている[35]。その後長次郎は製鉄の道から離れ、1916年（大正5年）に参松合資会社を設立[36]。日本で初めて酸糖化法によるブドウ糖生産の事業化に成功した。1919年（大正8年）からは体調の悪化した父に代わって三陸汽船の代表も兼任[37]している。
- 長次郎の妻・勝（1890年生）は慶應義塾長・小泉信吉の娘で小泉信三の妹[34]。勝の姉・千（1886年生）は第二次大戦後に憲法草案を作成したことで知られる法学者・松本烝治[注 16]に嫁ぎ、勝の妹・ノブ（1894年生）は第一銀行第二代頭取・佐々木勇之助の次男で第一銀行副支配人、佐々木脩次郞[39]に嫁いだ。
- 吉田長三郎[注 17]の五男・康吉（1913年生）は子が出来なかった長次郎と勝の養子[41]となり横山家の家督を継いだ。
- 美澤花（1891年生）は勝が早世した後に再婚した長次郎の後妻。花の父はＹ校で知られる横浜商法学校の初代校長・美澤進。妹・ミツは神奈川大学の工学部教授で参松工業(株)の監査役も務めた小坂狷二[42]の妻。
- 養女・花子[注 18]と結婚し婿養子となった横山虎雄（1889年生）は六代・渋沢宗助の二男[43]で作家・澁澤龍彦の伯父。東京帝大建築科を卒業し、釜石製鉄所の第3代所長を務めた。釜石鉱山が三井の手に渡った後は東京で横山建築事務所を開く。虎雄は関東大震災で倒壊した横浜市南区の西教寺本堂や、渋沢家の郷里である埼玉県深谷市血洗島の諏訪神社拝殿などを設計した[44]。
- 横山政次郎[7]は久太郎の兄または義兄か[6]。1889年（明治22年）以前からの田中商店員であり、その妻さと（1857年生）は田中長右衛門の二女。米穀商兼本郷区区会副議長・染井洸[45]の弟・金治を婿養子とした。
- 横山金治は政次郎の婿養子。1875年（明治8年）の生まれで田中商店に勤める[46]。株式会社化後の田中鉱山では1919年（大正8年）より監査役[8]を務め、久太郎危急の際には高輪の横山邸に駆け付けている[注 19]。政次郎の長女・のぶ（1882年生）との間に長男・富治雄（1909年生）、二男・節治（1911年生）、長女・壽子（1913年生）、三男・陽三（1916年生）、二女・照子（1918年生）を授かり、陽三は東京大学文学部卒業後にサッカーの日本代表にも選出[48]。東京大学の学生課長として勤務する傍ら同大サッカー部監督も務めた[49]。